# Aleksander Majkowski

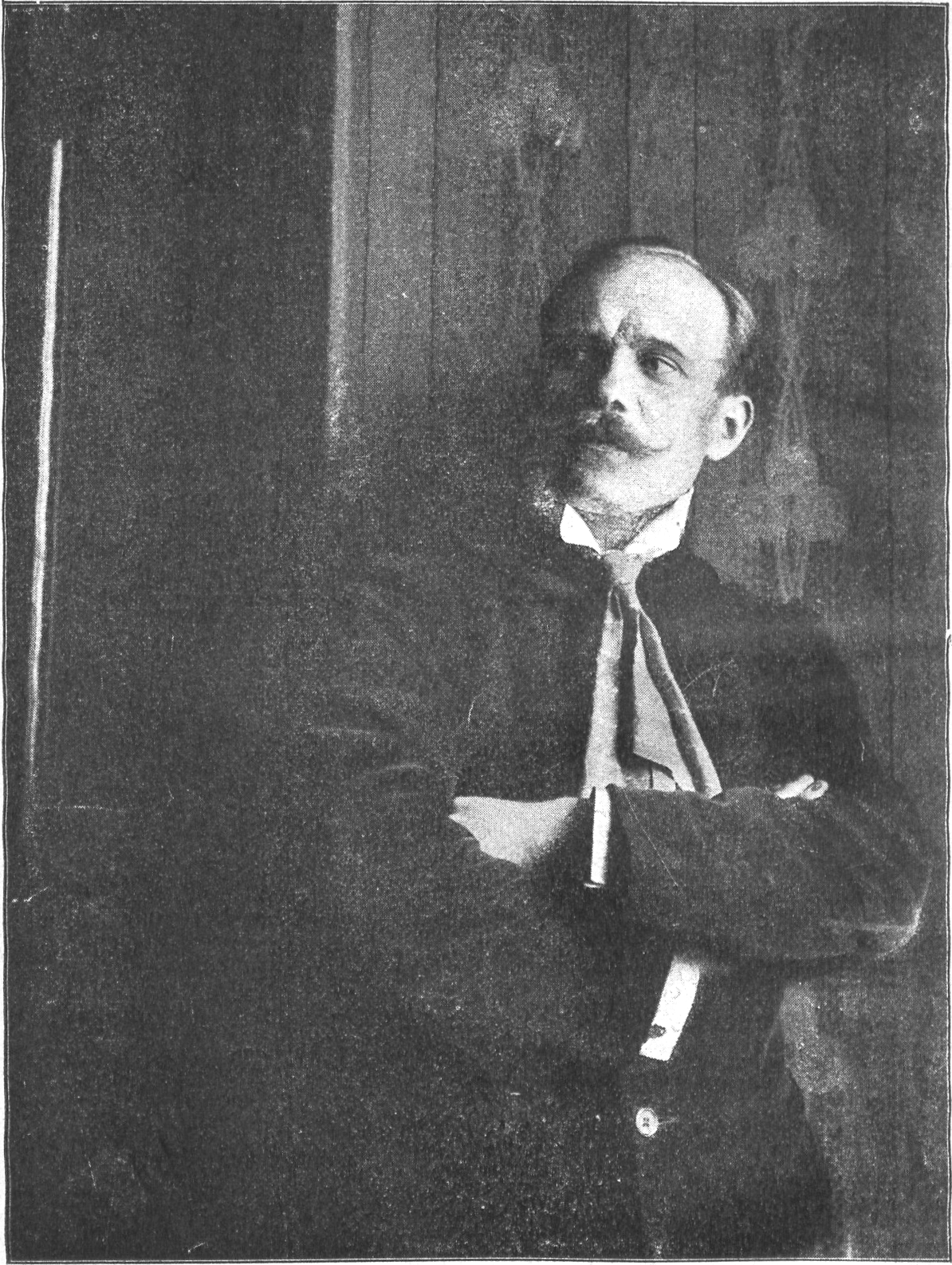
Aleksander Majkowski

Aleksander Majkowski, född 17 juli 1876, död 10 februari 1938 i Gdynia var en  läkare och författare från Kassubien.